# 天龍製鋸
天龍製鋸株式会社（てんりゅうせいきょ、英: Tenryu Saw Manufacturing Co., Ltd. ）は、静岡県袋井市に本社を置く工具メーカー。産業用のこぎりの製造を主力とする。

## 沿革
- 1909年（明治42年）- 丸鋸の修理、改善を目的に、天龍鉄工合資会社が創業。
- 1910年（明治43年）- 社名を天龍製鋸合資会社と改名。浜名郡和田村橋羽（現・浜松市中央区天龍川町）に移転。
- 1913年（大正2年）10月 - 天龍製鋸株式会社を設立。
- 1918年（大正7年）
  - 5月 - 東京支店を東京市深川区（現・東京都江東区）に設置。
    - のち1945年4月に戦時罹災のため閉鎖。

  - 7月 - 大阪支店を大阪市北区に設置。
  - 9月 - 秋田支店を秋田市に設置。
- 1920年（大正9年）4月 - 技術員2名を英国に派遣、木工用丸鋸の製造方法を修得し、帰国後わが国最初の製鋸事業に成功（第一号「スター印」完成は1922年）。
- 1930年（昭和5年）8月 - 商工省より木工用丸鋸が優良国産品に選定される。
- 1937年（昭和12年）11月 - 大阪支店を大阪市大正区に移転（1945年10月、戦時罹災のため閉鎖）。
- 1946年（昭和21年）8月 - 東京出張所を東京都日本橋区（現・中央区）に設置。
- 1948年（昭和23年）2月 - 大阪出張所を大阪市西区に設置。
- 1950年（昭和25年）12月 - 木工用丸鋸に対し、日本工業規格（JIS）工場に指定される。
- 1957年（昭和32年）10月 - 東京、大阪、秋田各出張所を東京支店、大阪支店、秋田支店に昇格。
- 1960年（昭和35年）3月 - 電動工具用丸鋸の生産開始。
- 1961年（昭和36年）10月 - チップソーの生産開始。
- 1965年（昭和40年）5月 - ダイヤモンドソー基板の生産開始。
- 1972年（昭和47年）
  - 4月 - 九州営業所を熊本市に設置。のち1987年4月に廃止。
  - 12月 - 関係会社として株式会社パス（帯鋸の加工）、株式会社カケン（ダイヤモンドカッティングソーの製造）を設立。
- 1973年（昭和48年）
  - 1月 - 北陸営業所を富山市に設置。
  - 12月 - 大韓民国に、合弁会社英昌刃物株式会社（ダイヤモンドソー基板の加工）設立。
- 1976年（昭和51年）5月 - 関係会社として株式会社ギケン（各種目立機他製造）を設立。
- 1982年（昭和57年）8月 - メタルソーの販売を開始。
- 1984年（昭和59年）
  - 2月 - 本社及び工場を静岡県磐田郡浅羽町（現・静岡県袋井市）に移転。
  - 5月 - メタルチップソーの生産を開始。
- 1988年（昭和63年）11月 - 社団法人日本証券業協会 東京・名古屋地区協会に店頭登録。
- 1991年（平成3年）8月 - 大阪支店を東大阪市に移転。
- 1992年（平成4年）2月 - 大韓民国の合弁会社英昌刃物株式会社との合弁関係を解消。
- 1993年（平成5年）4月 - 株式会社カケン、株式会社ギケン及び株式会社パスを吸収合併。
- 1994年（平成6年）
  - 3月 - 東京支店を千葉県習志野市に移転。
  - 7月 - 韓国・英昌刃物との合弁により、中華人民共和国に天龍製鋸（中国）有限公司（チップソー等の製造販売）を設立。
  - 10月 - 北海道営業所を旭川市に設置。
- 1996年（平成8年）5月 - アメリカ合衆国に、TENRYU AMERICA, INC.（チップソー等の販売）設立。
- 2000年（平成12年）
  - 6月 - 北海道営業所を閉鎖し、秋田支店に統合。
  - 9月 - 天龍製鋸（中国）有限公司に係る英昌刃物の持分をすべて取得し、100％出資子会社とした。
- 2002年（平成14年）7月 - 中華人民共和国の龍蓮工具(廊坊)有限公司(カッター類の製造販売)へ出資。
- 2004年（平成16年）
  - 11月 - タイ王国に、TENRYU SAW（THAILAND）CO., LTD.（チップソー等の製造加工・販売）を設立。
  - 12月 - ジャスダック証券取引所に株式を上場。
- 2009年（平成21年）
  - 9月 - ドイツ連邦共和国に、TENRYU EUROPE GMBH（チップソー等の販売）を設立。
  - 4月 - ジャスダック証券取引所と大阪証券取引所の合併に伴い、大阪証券取引所（JASDAQ市場）に株式を上場。
- 2010年（平成22年）10月 - 大阪証券取引所ヘラクレス市場、同取引所JASDAQ市場及び同取引所NEO市場の各市場の統合に伴い、大阪証券取引所JASDAQ（スタンダード）に株式を上場。
- 2011年（平成23年）
  - 7月 - 米国テキサス州ヒューストン市に、TENRYU AMERICA, INC. HOUSTON SALES OFFICEを設置。
  - 9月 - インド・ラージャスターン州に、TENRYU SAW INDIA PRIVATE LIMITEDを設立。
  - 10月 - 中国江蘇省蘇州市に、天龍製鋸（中国）有限公司蘇州分公司を設立。
- 2012年（平成24年）
  - 3月 - TENRYU SAW（THAILAND）CO., LTD.をラヨーン県に移転。
  - 4月 - TENRYU SAW INDIA PRIVATE LIMITEDをハリヤナ州グルガオン市に移転。
  - 10月 - メキシコ・グァナフアト州にTENRYU SAW DE MEXICO, S.A. DE C.V.を設立。
- 2013年（平成25年）
  - 2月 - 北陸営業所を富山市針原中町に移転。
  - 10月 - 設立100周年を迎える。
- 2017年（平成29年）
  - 10月 - 大牟田工場を福岡県大牟田市に開設。
  - 11月 - 龍蓮工具（廊坊）有限公司を大連市へ移転。会社名を龍蓮工具（大連）有限公司に変更。
- 2018年（平成30年）6月 - 中国遼寧省大連市に、天龍製鋸（大連）有限公司を設立。

## スティール・パートナーズによるTOB
2002年より、アメリカの投資ファンドであるスティール・パートナーズが天龍製鋸への投資を開始した。2007年5月24日より、同ファンドによる株式公開買付けが行われたが、天龍製鋸取締役会はこれに反対の意向を示した。公開買付期間終了日の同年7月4日までの応募は、議決権の約2.69%にあたる143,000株にとどまった。同ファンドは、今後も天龍製鋸への投資を継続したいとしている。
しかし、同法人から2010年（平成22年）12月21日に大量保有報告書（変更報告書）の写しの送付があり（報告義務発生日は同年12月14日）、所有株が0%となり、主要株主の異動が発生したことを確認された。